# Leonte Răutu
Leonte Răutu (născut Lev Oigenstein) (n. 28 februarie 1910, Bălți, Imperiul Rus – d. 1993, București) a fost un om politic comunist de origine evreiască.

## Biografie
A fost din 1956 până în 1965 șeful Direcției de Propagandă și Cultură a CC al PMR, fiind numit de „Raportul Tismăneanu”, la pagina 662, „dictatorul culturii române”.
Fratele său Mihail, tatăl scriitorilor Andrei Oișteanu și Valery Oișteanu și-a schimbat numele din „Oigenstein” în „Oișteanu”.
În anul 1931 a devenit membru al Partidului Comunist din România și ulterior a devenit ideologul partidului comunist de sub Gheorghe Gheorghiu-Dej. Leonte Răutu (n.  Lev Oigenstein) s-a născut în orașul Bălți din Basarabia în familia unui farmacist. A urmat cursuri universitare la București, la Facultatea de Matematică a Universității, cursuri pe care nu a reușit să le termine. A fost colaborator cu Lucrețiu Pătrășcanu, Sorin Toma, Ștefan Foriș, Valter Roman, Mircea Bălănescu și Tatiana Leapis (ulterior Bulan). Aceasta din urmă a fost prima sa soție de care a divorțat, ea căsătorindu-se cu Ștefan Foriș.
Leonte Răutu citea de obicei literatură sovietică și rusă, era inteligent, bine informat și deseori ironic. Neavând o educație în filozofie, el era printre puținii activiști care deținea un grad de cultură marxistă. A fost arestat în anii 1930 și a fugit în URSS în momentul anexării Basarabiei din 1940. În URSS a lucrat inițial ca secretar de redacție la gazeta Pământ sovietic din Bălți (RSS Moldovenească), după care a trecut la o carieră de nisip din Carpovka, dar și prin colhozurile Uniunii Sovietice. La Moscova, a lucrat cu Ana Pauker ca șef de secție a postului de Radio Moscova, avându-i colaboratori și pe Petre Borilă (numele real Iordan Dragan Rusev) și Valter Roman (născut Ernő Neuländer, tatal lui Petre Roman). La cererea Anei Pauker, Leonte Răutu se întoarce în România în anul 1945, unde va accede în vârful propagandistic al Partidului Comunist Român. Astfel, el va deveni adjunct al lui Iosif Chișinevschi (născut Jakob Roitman) și va lucra în echipa editorială a "Ziarului Scânteia". Articolele sale sunt caracterizate de o ironie acidă și folosindu-se de invective vehemente critică puternic pe membrii Partidului Național Țărănesc precum și ziarul lor de partid "Dreptatea". În acest fel, Leonte Răutu se individualizează alături de Ștefan Voicu (născut Aurel Rotenberg), Nestor Ignat, Miron Radu Paraschivescu, Silviu Brucan (născut Saul Bruckner), Sorin Toma, Nicoale Moraru (numele real Iulea Safran, născut in 1912,  Tighina, Imperiul Rus[nefuncțională]
) și Traian Șelmaru ca unul dintre criticii de forță ai sistemului pluripartinic al democrației. Din acest grup de propagandiști comuniști se va recruta nucleul dur al ideologilor Partidului Muncitoresc Român.
Leonte Răutu este recunoscut că a fost cel mai apropiat colaborator al lui Chișinevschi și deținea funcția de membru al Comitetului Central al PMR după anul 1948. Începând din 1956 a deținut funcția de șef al Direcției de Propagandă și Cultură a Comitetului Central al Partidului Muncitoresc Român, el fiind de fapt dictatorul culturii române de sub Gheorghe Gheorghiu-Dej. Începând din acest an, Răutu era practic al doilea om în stat după Dej.
Din 1948 devine membru al CC al PCR, membru al Comitetului Politic Executiv (1955-1981), secretar al CC al PCR (1965-1969), vicepreședinte al Consiliului de Miniștri (13 martie 1969 - 28 februarie 1972) în Guvernul Ion Gh. Maurer (5), rector al Academiei de studii politice „Ștefan Gheorghiu” din București. Leonte Răutu a fost deputat în Marea Adunare Națională în sesiunile din perioada 1948 - 1985.
Înainte de moartea lui Stalin, Leonte Răutu a organizat acțiunea de desconspirare a poeților și criticilor așa ziși "decadenți", acțiune care a purtat numele de "Reconsiderarea moștenirii culturale". În toată această perioadă, singurul rival cu calități ideologice era Grigore Preoteasa care în anul 1957 era membru al Secretariatului Comitetului Central pentru  probleme ideologice. Preoteasa a murit în anul 1957 în celebrul accident aviatic din Rusia și astfel Leonte Răutu și-a putut da mână liberă în controlul și organizarea culturii române. Ca adjuncți i-a avut pe Ofelia Manole, Nicolae Goldberger, Paul Niculescu-Mizil, Manea Mănescu, Pavel Țugui și Cornel Onescu. Răutu a căutat să aibă tot timpul relații cordiale cu Nicolae Ceaușescu. Aceste relații s-au îmbunătățit prin prietenia strânsă dintre soția sa Natalia și Elena Ceaușescu. Prin aceste relații ale căror începuturi se regăsesc în epoca lui Dej, la care s-a adăugat abilitatea cameleonică de adaptare în diferite situații, Răutu a reușit să-și asigure o longevitate politică ieșită din comun.
Începând din anul 1965, Leonte Răutu accede în postura de membru al Secretariatului Comitetului Central, membru al Comitetului Executiv și va deține și funcția de viceprim-ministru cu probleme de educație. În perioada 1974-1981 a fost rector al Academiei Ștefan Gheorghiu, instituția de formare a cadrelor de conducere din PCR.
În momentul în care una dintre fiicele sale decide să emigreze în Statele Unite ale Americii, Leonte Răutu este forțat să demisioneze și să se pensioneze. Ca urmare a evenimentelor din decembrie 1989 si a stabilirii unor noi direcții în politica românească, Răutu și-a petrecut ultimii ani din viață în confuzie și panică, întregul sistem politic și ideologic la care a participat o viață fiind distrus. El dă un interviu politologului Philippe du Bois în care a admis că zeci de mii de oameni au fost de fapt niște victime ale sistemului comunist, dar nu și-a exprimat nicio remușcare.
A fost căsătorit cu Natalia, fostă dactilografă la Radio Moscova și fostă șefă de cabinet a lui Iosif Chișinevschi. Sora Nataliei, Maria, căsătorită cu generalul în rezervă Janos Rab, fost ambasador la Moscova și Belgrad, a fost șefa Secției Externe a Comitetului Central al Partidului Comunist Român, înaintea Ghizelei Vass. Soții Răutu au avut două fiice, Anca Răutu-Oroveanu (n. 1947) și Elena Răutu-Coler (Koller).
Leonte Răutu și-a pierdut influența în a doua jumătate a anului 1981, când fiica sa Elena împreună cu soțul ei, Andrei Coller, au făcut cerere de plecare definitivă din România.
Este considerat a fi personajul Malvolio Leonte din romanele „Incognito” și ”Ne întâlnim la judecata de apoi” ale lui Petru Dumitriu și personajul Valeriu Trotușanu din romanul „Cunoaștere de noapte” al lui Alexandru Ivasiuc.
De asemenea, Vladimir Tismăneanu îl numește „fervent discipol al lui Jdanov”.

## Distincții
- Ordinul Muncii clasa I (1948)
- Ordinul „Steaua Republicii Populare Române” clasa a II-a (1949)
- Ordinul „Apărarea Patriei” clasa a II-a (1949)
- Medalia „A cincea aniversare a Republicii Populare Române” (24 decembrie 1952) „pentru lupta și munca duse în vederea făuririi, consolidării și prosperării Republicii Populare Române”[7]
- Ordinul „23 August” clasa I (12 august 1959) „pentru îndelungată activitate în mișcarea muncitorească, pentru contribuția activă la răsturnarea dictaturii militaro-fasciste și instaurarea regimului democrat-popular, pentru merite deosebite în opera de construire a socialismului”[8]
- Ordinul „Steaua Republicii Populare Romîne” clasa I (27 februarie 1960) „pentru îndelungată activitate în mișcarea muncitorească și pentru contribuția însemnată la opera construirii socialismului, cu prilejul împlinirii a 50 de ani de la naștere”[9]
- Medalia „40 de ani de la înființarea Partidului Comunist din Romînia” (6 mai 1961) „pentru activitate îndelungată în mișcarea muncitorească și merite în opera de construire a socialismului”[10]
- titlul de Erou al Muncii Socialiste din Republica Populară Romînă și medalia de aur „Secera și Ciocanul” (18 august 1964) „pentru activitate îndelungată în mișcarea muncitorească și merite deosebite în făurirea statului democrat-popular și construirea socialismului”[11]
- Medalia „A XX-a Aniversare a Eliberării Patriei” (18 august 1964) „pentru merite deosebite în opera de construire a socialismului, cu prilejul celei de a XX-a aniversări a eliberării patriei”[12]
- Medalia jubiliară „A XX-a Aniversare a Zilei Forțelor Armate ale Republicii Populare Romîne” (21 octombrie 1964) „pentru merite deosebite în făurirea și întărirea Forțelor Armate ale Republicii Populare Romîne, cu prilejul celei de a XX-a aniversări a Zilei Forțelor Armate”[13]
- Ordinul „Tudor Vladimirescu” clasa I (30 aprilie 1966) „cu prilejul celei de-a 45-a aniversări de la înființarea Partidului Comunist din România, pentru îndelungată activitate în mișcarea muncitorească și merite deosebite în opera de construire a socialismului”[14]
- Medalia „A XXV-a Aniversare a Eliberării Patriei” (4 august 1969) „pentru merite deosebite în lupta împotriva fascismului, în eliberarea țării, în războiul antihitlerist, în instaurarea puterii democrat-populare și construirea socialismului în Republica Socialistă România, cu prilejul celei de-a XXV-a aniversări a eliberării patriei”[15]
- Medalia „A 50–a aniversare a P.C.R.” (1971)
- Ordinul „Victoria Socialismului” (6 mai 1971) „pentru activitate îndelungată în mișcarea revoluționară, pentru contribuția deosebită la înfăptuirea politicii interne și externe a Partidului Comunist Român, la opera de construire a socialismului, cu prilejul celei de-a 50-a aniversări a Partidului Comunist Român”[16]
- Medalia „25 de ani de la proclamarea Republicii” (26 decembrie 1972) „pentru merite deosebite în opera de construire a socialismului, cu prilejul aniversării a 25 de ani de la proclamarea Republicii”[17]
- Ordinul „Apărarea Patriei” clasa I (1974)
- Ordinul „Steaua Republicii Socialiste România” clasa I (28 februarie 1980) „pentru contribuția adusă la înfăptuirea politicii partidului și statului de făurire a societății socialiste multilateral dezvoltate în patria noastră, cu prilejul împlinirii vîrstei de 70 de ani”[18]
- Medalia „A XXXV-a aniversare a eliberãrii patriei” (1980)